# Sumy
Sumy (in ucraino Суми?) è una città ucraina di 268 409 abitanti dell'omonimo distretto nell'oblast' di Sumy. Ospita l'amministrazione dell'oblast' di Sumy, del distretto di Sumy e della comunità territoriale di Sumy, una delle comunità territoriali dell'Ucraina.
Fino al 18 luglio 2020 Sumy costituiva una città di rilevanza regionale e fungeva da centro amministrativo del distretto di Sumy, sebbene non appartenesse al distretto. Come parte della riforma amministrativa la città fu integrata nel distretto di Sumy.

## Storia
Si ritiene che la città sia stata fondata dal colonnello cosacco Herasim Kondratiev nel 1655 con altre famiglie della regione. I cosacchi, con le proprie famiglie, fuggivano dall'Ucraina centrale, che era sotto il dominio polacco. La popolazione ortodossa, che si trovava nella Confederazione polacco-lituana e non era disposta ad accettare la fede cattolica, cominciò a muoversi dalle steppe del sud intorno alla seconda metà del XVI secolo.
La migrazione di coloni ortodossi durò fino alla metà del XVIII secolo facendo aumentare la popolazione di Sumy. Con la costruzione della ferrovia e della stazione divenne una città di grande importanza economica. La produzione di zucchero, l'industria tessile e l'ingegneria meccanica fecero ingrandire la città e attirarono più popolazione dalle zone rurali. Nel 1850 la popolazione contava 10 000 abitanti che nel 1910 erano arrivati a 50.000. Il centro storico prese forma in quegli anni. Grazie ai cittadini benestanti vennero costruiti banche, ospedali, scuole, chiese, edifici civili. I più noti mecenati furono Ivan Haritonenko e il figlio Pavel Haritonenko.
Durante la seconda guerra mondiale, dal 1941 al 1943, la città fu occupata dalle truppe tedesche nel corso dell'operazione Barbarossa. Nel marzo 2022, a seguito dell'invasione dell'Ucraina disposta dal presidente russo Vladimir Putin, i bombardamenti hanno causato vittime tra i civili e gravi danni agli edifici. In base ad un sondaggio condotto dal International Republican Institute nell'aprile-maggio 2023, il 64% della popolazione cittadina parla ucraino in casa, mentra il 27% parla russo.

## Monumenti e luoghi d'interesse
- Cattedrale della Resurrezione (1702). Con tre cupole a due piani, è un ottimo esempio di barocco ucraino (cosacco).
- Cattedrale della Trasfigurazione con le cupole dorate (1778; ricostruita nel 1892).
- Chiesa cattolica (1911).
- Chiesa della Trinità (1913). Costruita in stile neoclassico.
- Altanka (circa 1900-1905) - gazebo in legno costruito senza un chiodo. Il simbolo della città.

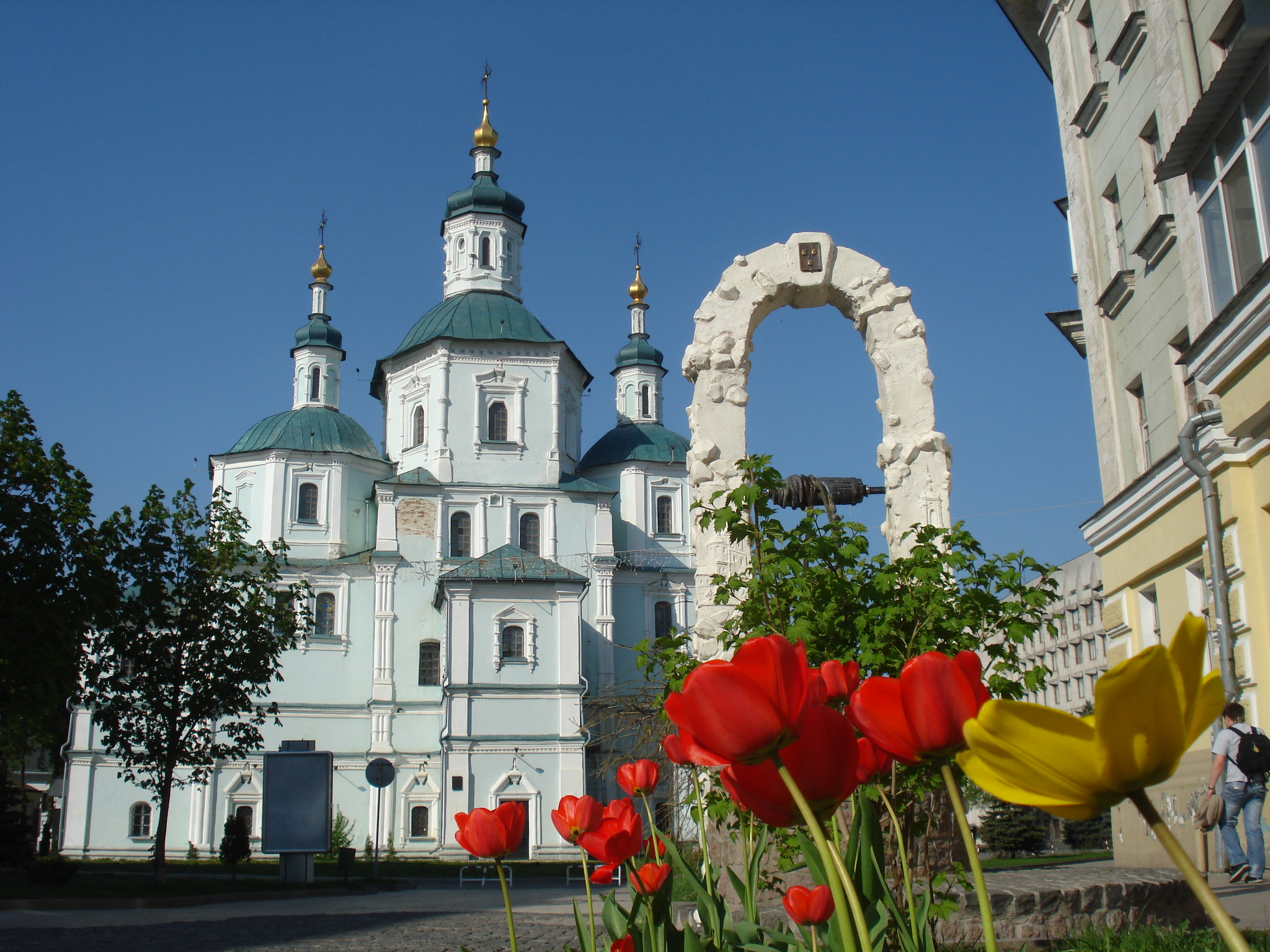
Cattedrale della Resurrezione
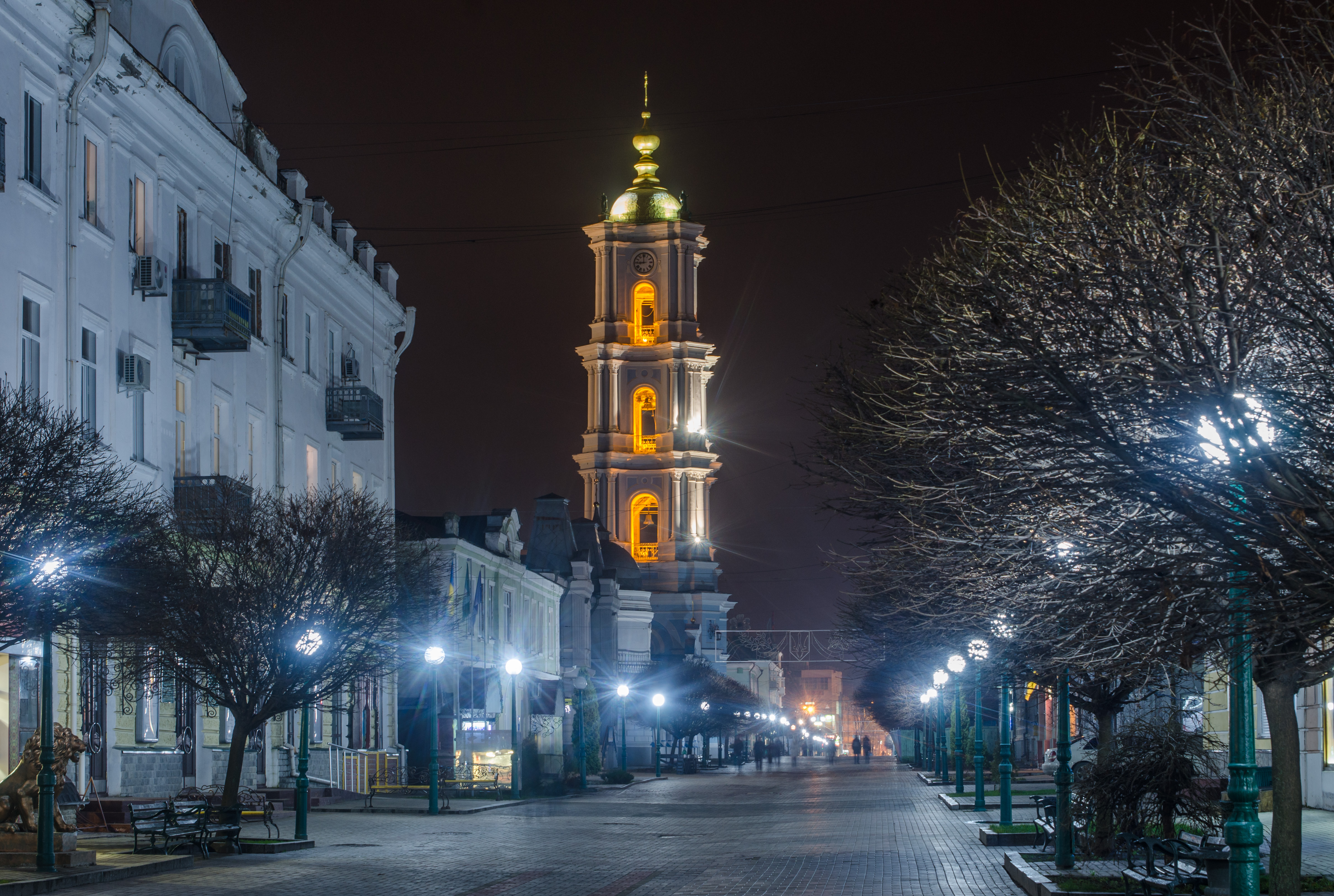
Via della Resurrezione e la chiesa omonima (Voskresens'ka)
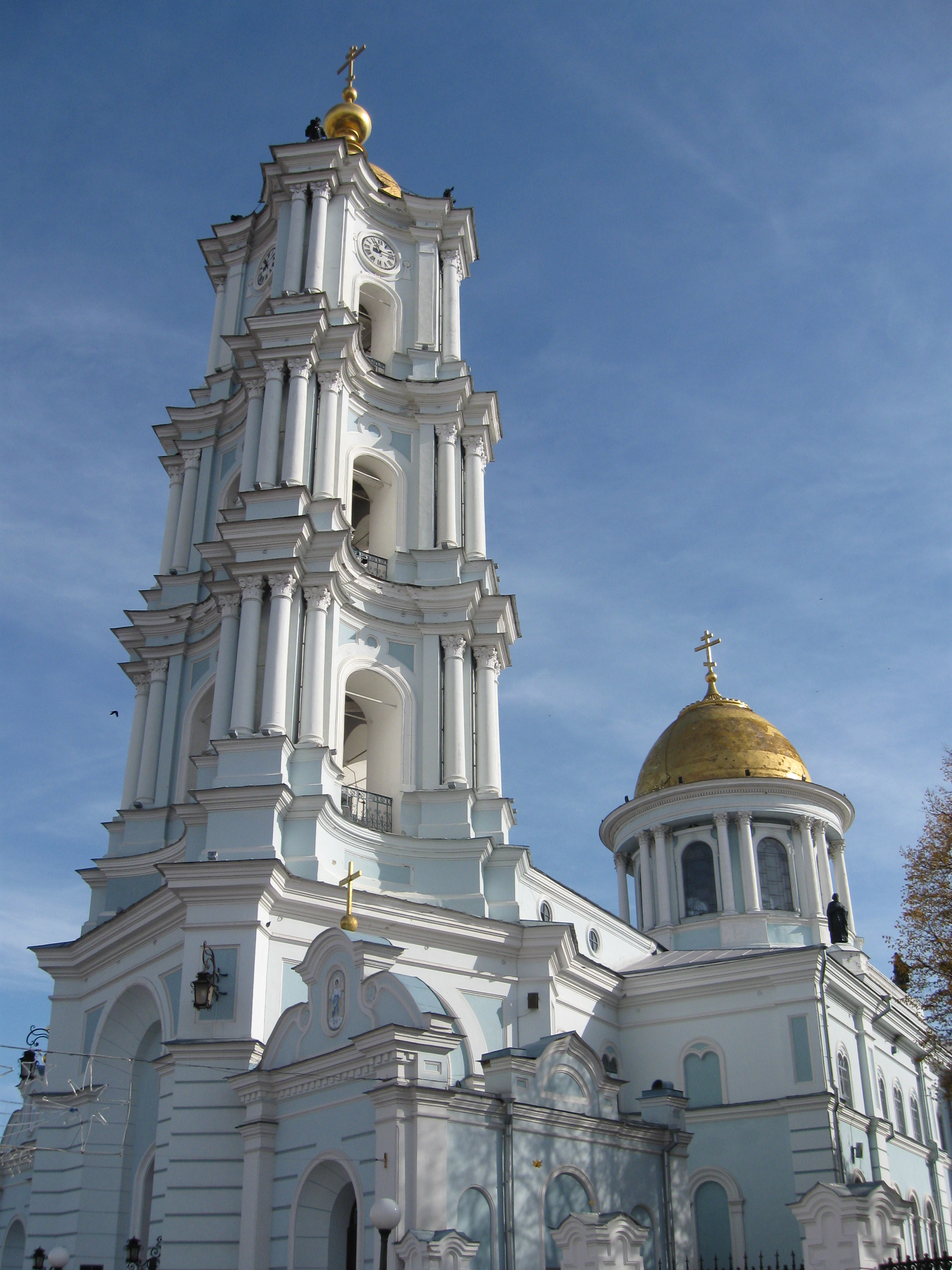
Cattedrale della Trasfigurazione
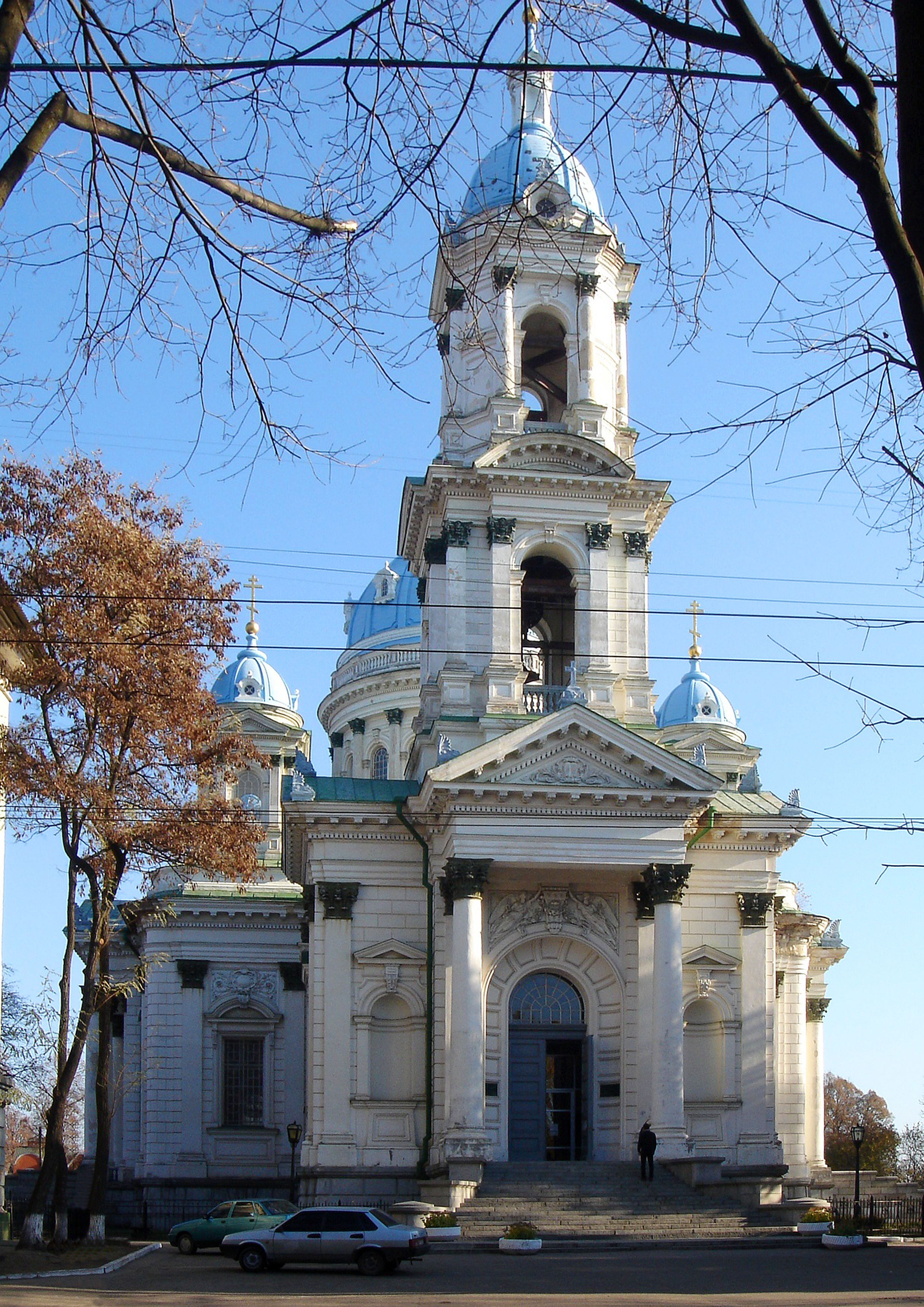
Chiesa della Trinità
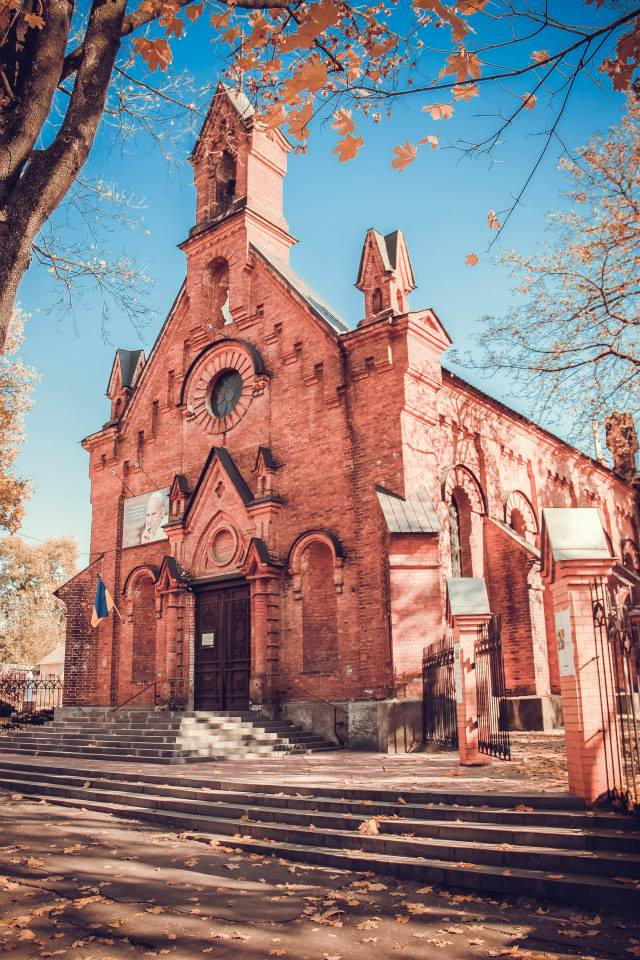
Chiesa cattolica
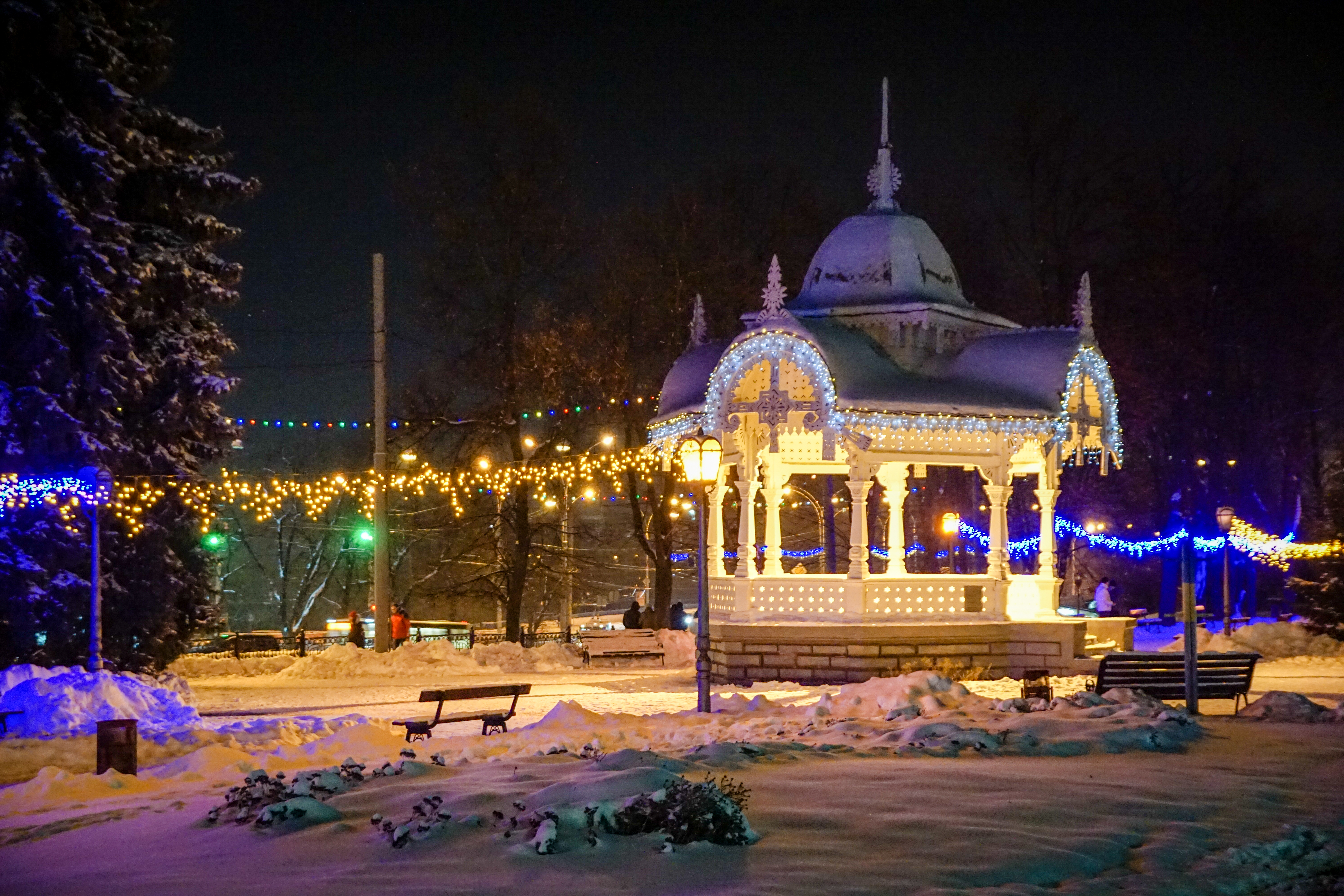
Altanka
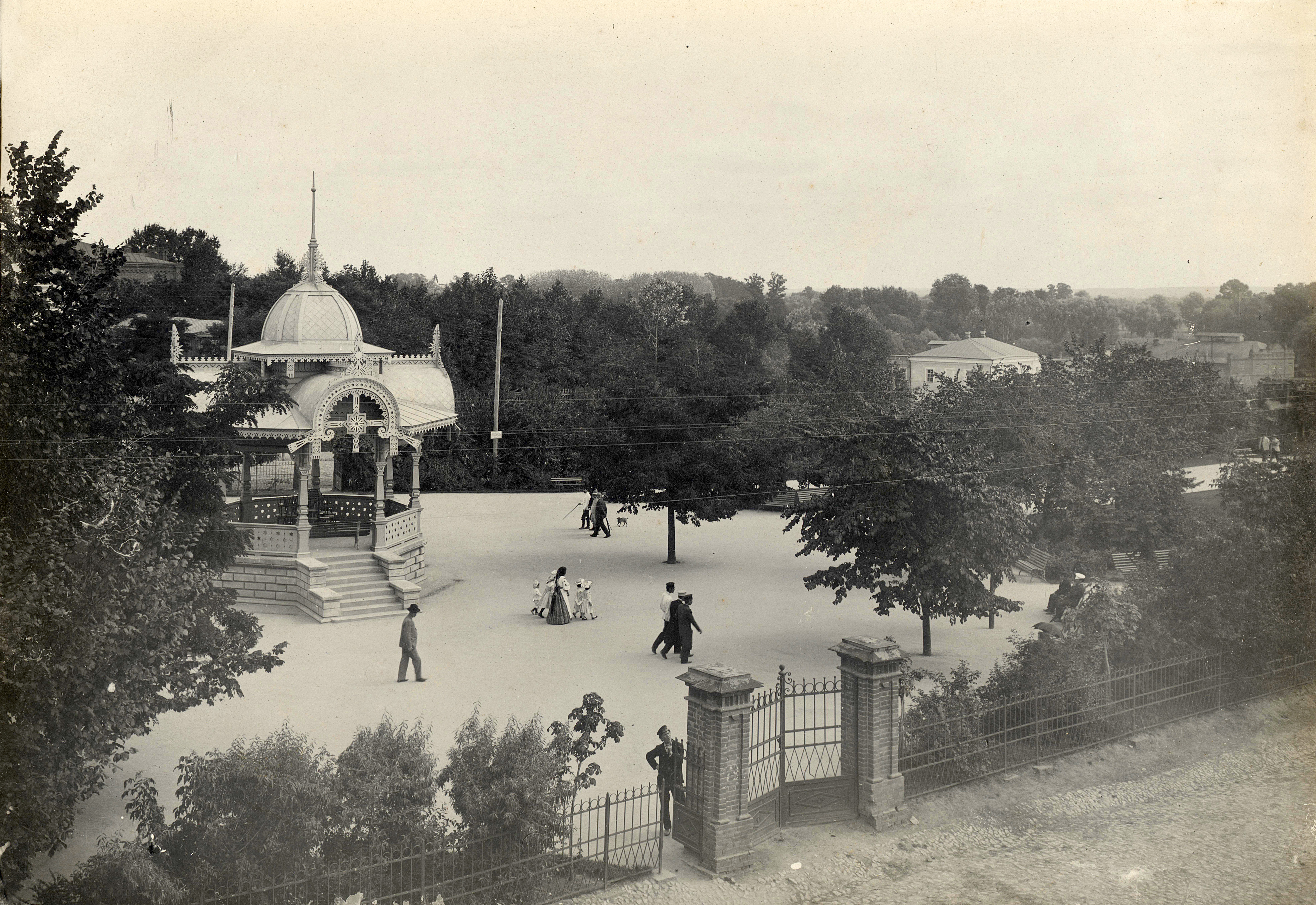
Altanka, inizio XX secolo.
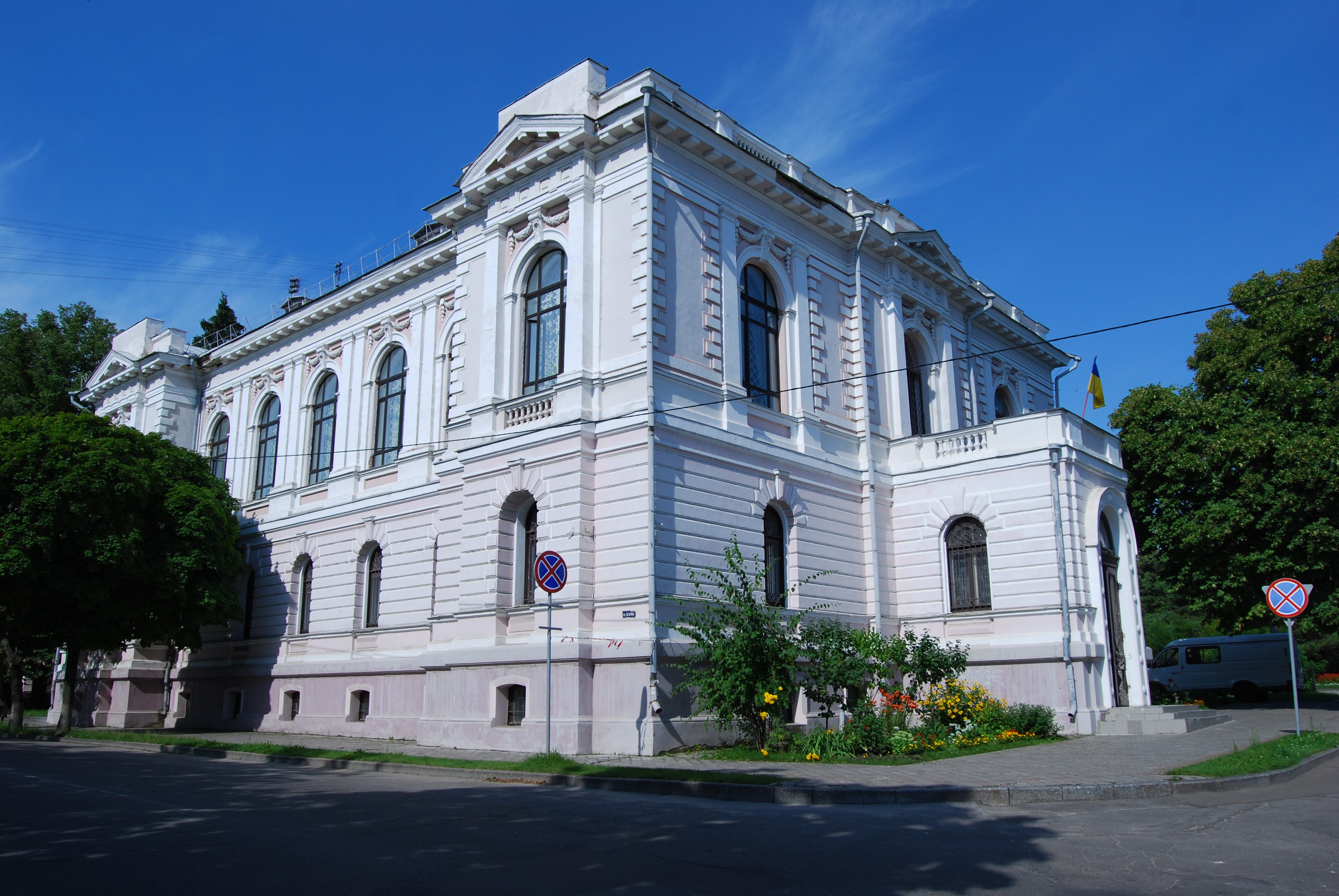
Museo d'arte regionale Nikanor Onac'kyj
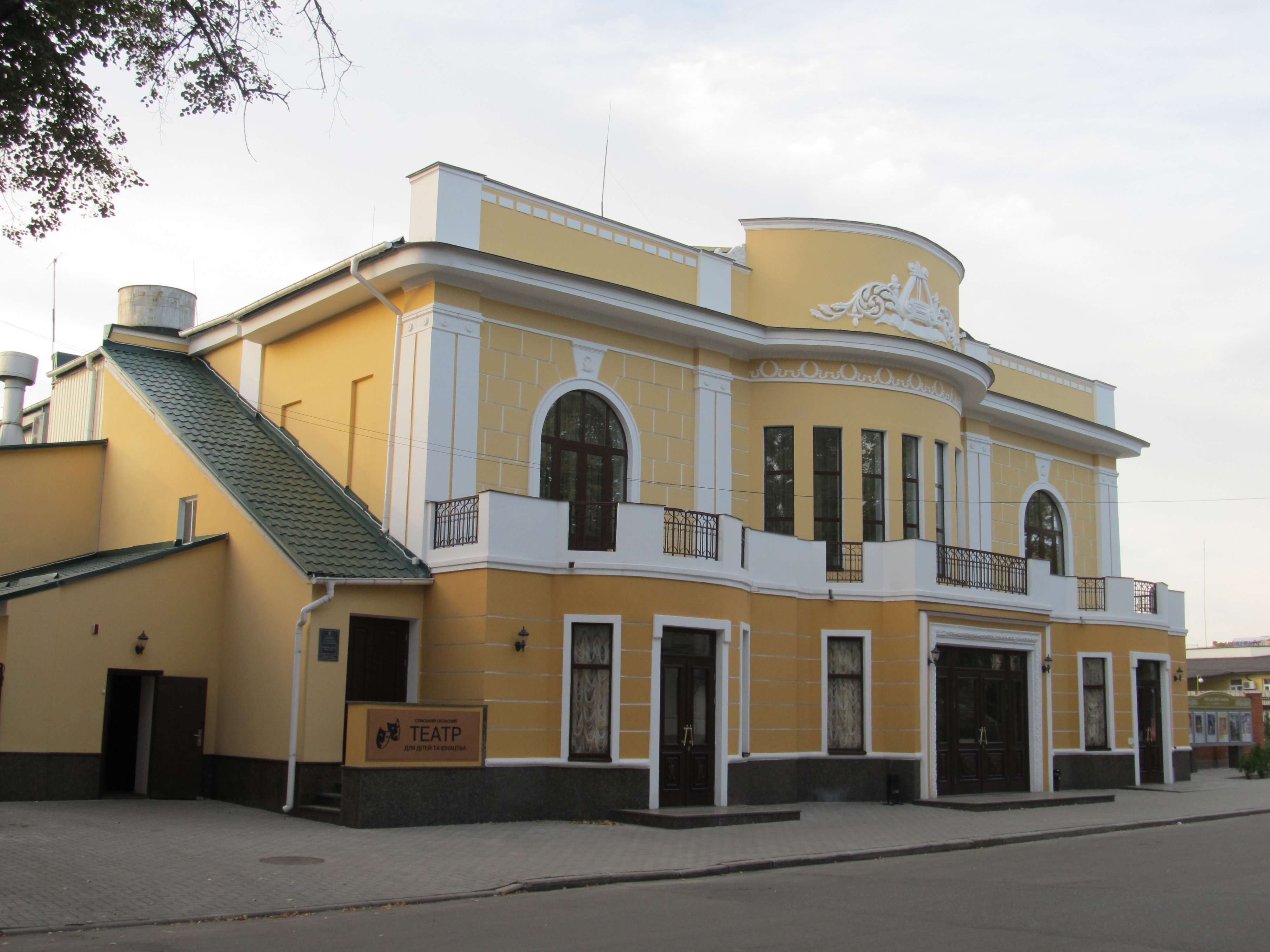
Teatro
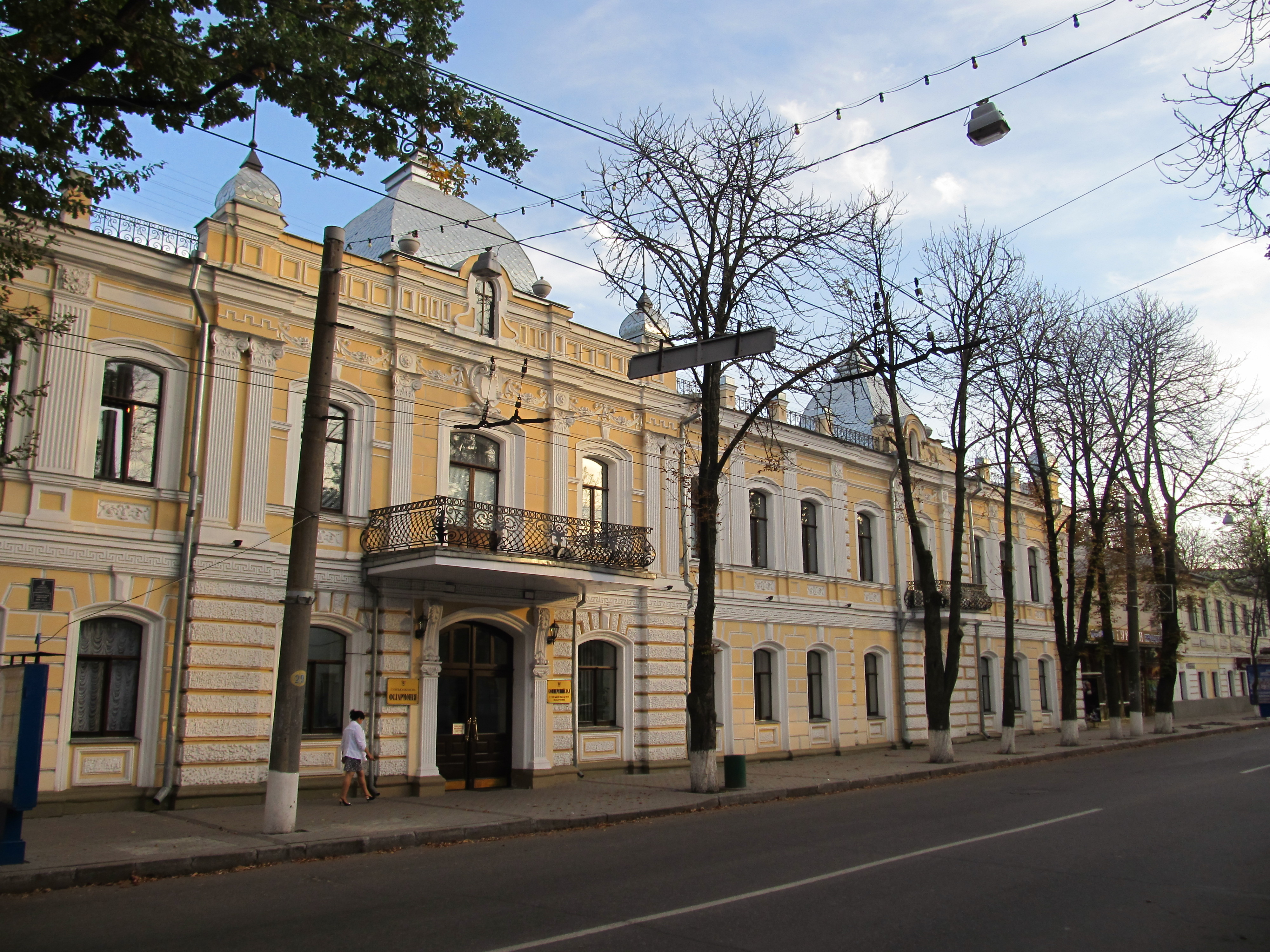
Filarmonia

## Amministrazione

### Gemellaggi
- Vraca
- Celle
- Lublino
- Gorzów Wielkopolski
- Zamość
- Kursk
- Belgorod
- Severodvinsk

## Omaggi
Alla città è dedicato l'asteroide 2092 Sumiana.